# Who Cares
Who Cares ist eine EP und ein Projekt der britischen Hard-Rock- und Heavy-Metal-Musiker Ian Gillan (Deep Purple) und Tony Iommi (Black Sabbath). Das Projekt vereint bekannte Musiker des Genres für einen guten Zweck; die CD enthält neben zwei Liedern auch eine Videodokumentation sowie den Videoclip zu einem der Songs.

## Hintergrund und Entstehung

### Rock Aid Armenia
Am 7. Dezember 1988 erschütterte ein Erdbeben die Gegend um die nordarmenische Stadt Spitak (Provinz Lori) in der Sowjetunion. Mit einer geschätzten Anzahl von mindestens 25.000 Toten und einer Million Obdachlosen zählt es zu den schwersten Erdbeben der letzten Jahrzehnte. In der Folge kam es zum ersten Mal während des Kalten Krieges zu humanitären Hilfsmaßnahmen westlicher Organisationen in der Sowjetunion.
Nach der Nachricht über die Katastrophe kehrte der damalige, aus dem Kaukasus stammende sowjetische Staatschef Michail Gorbatschow kurzfristig von einem Staatsbesuch in den USA zurück und besuchte das Erdbebengebiet. Angesichts des Ausmaßes der Schäden bat Gorbatschow nach wenigen Tagen ungeachtet des Kalten Krieges die USA um humanitäre Hilfe, zum ersten Mal nach dem Zweiten Weltkrieg. In der Folge leisteten mehrere westliche Staaten im Kaukasus Hilfe, darunter auch Deutschland und die Schweiz.
Britische Musiker versuchten ebenfalls zu helfen, indem sie das Projekt Rock Aid Armenia ins Leben riefen. Unter anderem wurde eine Single produziert, für die der Deep-Purple-Titel Smoke on the Water von zahlreichen Künstlern neu aufgenommen und interpretiert wurde. Jede Strophe wurde von einem anderen Sänger gesungen, den Gesang teilten sich Ian Gillan, Bruce Dickinson und Paul Rodgers. Zu den beteiligten Musikern gehörten Bryan Adams, Geoff Beauchamp, Ritchie Blackmore, Bruce Dickinson, Geoff Downes, Keith Emerson, Ian Gillan, David Gilmour, Tony Iommi, Alex Lifeson, Brian May, Paul Rodgers, Chris Squire und Roger Taylor, und außerdem agierten Jon Lord und John Paul Jones hinter den Kulissen.

### Who Cares
In der Folge der Aktion reisten Ian Gillan und Tony Iommi unabhängig voneinander mehrfach nach Armenien, um sich über den Fortgang und das Ergebnis der Hilfsmaßnahmen selbst ein Bild machen zu können. Im Oktober 2009 reisten sie gemeinsam und in Begleitung von Geoff Downes und „Rock Aid Armenia“-Initiator Jon Dee nach Jerevan und Spitak, wo sie für ihr bisheriges Engagement für die Opfer der Katastrophe mit dem Ehrenorden des Landes Armenien ausgezeichnet wurden.
Sie besuchten auch den wiederaufgebauten Ort Gjumri, in dem sich eine Musikschule befunden hatte, in der vor dem Erdbeben 500 Schüler unterrichtet wurden. Es war nicht möglich, die Schule wieder so aufzubauen, dass sie ihren normalen Betrieb wieder aufnehmen konnte. Iommi und Gillan stellten fest, dass die Musiklehrer ihre nun nur noch 200 Schüler teilweise in Blechhütten unterrichteten, und kamen zu dem Schluss, dass hier konkrete Hilfe angebracht war. Die Schule benötigte außerdem Instrumente: Gitarren, Flöten, Sopran-Saxofone und Schlagzeug-Sets. Dieses Problem wurde kurz nach der Reise gelöst, als Iommi und Gillan Gitarren und ein Schlagzeug nach Gyumri schickten und der Schule schenkten.
Gemeinsam mit Ian Gillan beschloss Iommi, eine Charity-CD für die Musikschule aufzunehmen. Dabei entstand der Song Out of my Mind, den die beiden Musiker zusammen schrieben. Ein weiterer Titel, Holy Water wurde von Ian Gillan und Steve Morris beigesteuert. Out of my Mind wurde als Single ausgewählt und von Iommi und Gillan unter der Mitarbeit von Linde Lindstrom (Gitarre), Jason Newsted (E-Bass), Nicko McBrain (Schlagzeug) und Jon Lord (Keyboard) aufgenommen. Die Aufnahmen fanden in den Studios Tone Hall und Sarm West statt und wurden von Gillan und Iommi produziert.
Außerdem wurde ein Videoclip zu dem Titel produziert.
Holy Water wurde unter der Beteiligung von Ian Gillan (Gesang), Tony Iommi, Steve Morris, Michael Lee Jackson (Gitarren), Randy Clarke (Schlagzeug), Rodney Appleby (Bass) und Jesse O’Brian (Orgel) aufgenommen. Arshak Sahakyan steuerte ein Duduk-Solo bei, während Ara Gevorgyan das Duduk-Intro und einige Hintergrundklänge beisteuerte.
Außerdem wurde ein Videoclip zu dem Titel produziert.
Who Cares wurde am 6. Mai 2011 veröffentlicht und ist als CD, Vinyl-Maxisingle und als auf 1.000 Stück weltweit limitierte Vinyl-Single erhältlich.

## Rezeption
Das Magazin Rocks betrachtete die Single außerhalb der Wertung und schrieb unter der Überschrift „Legenden für den guten Zweck“:

„Iommi polstert die Spielwiese mit flächendeckenden Riffs aus, sodass sich Gillan in altbekannter Manier darüber austoben kann. ›Holy Water‹ erweist sich dabei als Standard, ›Out Of My Mind‹ als Überflieger, bei dem vor allem der Meistergitarrist glänzt wie schon lange nicht mehr. Der Videoclip zur letztgenannten Nummer und eine Dokumentation über das Projekt runden das Sahneteil ab.“

## Titelliste
1. 5:19 – Out of my Mind Gillan, Iommi
2. 7:00 – Holy Water Gillan, Morris

Enhanced Video:
1. 5:19 – Out of my Mind (Video)
2. 27:15 – Pictures of Home (Dokumentation)

Die Dokumentation Pictures of Home wurde von Bernie Zelvis und Christina Rowatt gefilmt und von Bernie Zelvis zusammengestellt.

## Andere Projekte
Bereits 2010, 21 Jahre nach der ersten Veröffentlichung, hatte Jon Dee die mit einer begleitenden DVD versehene EP Smoke on the Water – The Metropolis Sessions herausgebracht, mit der er ebenfalls Gelder für die Musikschule in Gyumri einnahm.